# Augustinus-Lexikon
L'Augustinus-Lexikon és una enciclopèdia acadèmica trilingüe sota la direcció de Cornelius Petrus Mayer, Robert Dodaro i altres que té com a tema la vida i les obres de Sant Agustí d'Hipona. És un projecte de l'Acadèmia de Ciències i Literatura de Mainz i està en procés de publicació durant diversos anys per Schwabe AG, una editorial de Basilea les activitats de la qual s'estenen al llarg de cinc segles. El papa Benet XVI era conegut per ser un dels admiradors i usuaris d'aquesta obra.